# Нуриманов, Багаутдин Ялалетдинович
Багаутдин Ялалетдинович Нурима́нов (баш. Баһауетдин Йәләлетдин улы Нуриманов; 2 мая 1893 — 11 августа 1918) — один из руководителей революционного движения в Башкортостане, активный участник  Первой мировой войны и  Гражданской войны в России.

## Биография
Нуриманов Багаутдин Ялалетдинович родился 2 мая 1893 года в деревне Новокулево Бирского уезда Уфимской губернии (ныне Нуримановский район Башкортостана).
Сначала он учился в сельском медресе, после переезда семьи в Челябинск, продолжает обучение в начальной русскоязычной школе города. В 1917 году вступает в партию РСДРП(б) и становится членом Уфимского Совета рабочих и солдатских депутатов. Затем Багаутдина Нуриманова избирают председателем Татаро-башкирского бюро Уфимского комитета РСДРП(б). По его инициативе издается большевистская газета «Алга!» («Вперед!»). Багаутдин Ялалетдинович являлся главным организатором съезда башкир и татар Урала, проходившего в октябре 1917 года в Уфе.
После Октябрьской революции, Нуриманов вошел в организованный в Уфимской губернии военизированный отряд, который вёл борьбу с казачьими войсками атамана Дутова.
В феврале 1918 года в освобожденном от белых в Оренбурге создается мусульманский военно-революционный комитет, а затем губернский мусульманский комиссариат. От башкир туда был делегирован Багаутдин Нуриманов. Вскоре он становится руководителем этого комитета и чрезвычайным комиссаром по делам Башкирии.
После отступления красных из Оренбурга осенью 1918 года, Нуриманов остается в Орске для работы в тылу белых, но вскоре он был арестован. Башкирский военный совет в Оренбурге без промедления, заочно вынес постановление о его расстреле за сотрудничество с большевиками.

## Память
Его именем названы Нуримановский район и улицы населенных пунктов Башкортостана. В Уфе была установлена мемориальная доска.